# Jeroen van der List
Jeroen van der List (Gouda, 9 december 1989) is een professioneel basketballer voor Zorg en Zekerheid Leiden Basketball. Hij speelt normaal gesproken op de power forward of center positie.

## Carrière
Van der List begon zijn professionele basketbalcarrière bij EiffelTowers Den Bosch, maar werd meteen uitgeleend door de club aan Aris Leeuwarden. Na een seizoen in Leeuwarden, keerde hij terug in 's-Hertogenbosch. Na twee jaar hier gespeeld te hebben en een landskampioenschap gewonnen te hebben, tekende Van der List bij de nieuwkomer in de Eredivisie Den Helder Kings in 2012. Op 3 juli 2014 werd bekend dat Van der List voor een seizoen bij Zorg en Zekerheid Leiden had getekend. Op 17 augustus 2018 kwam naar buiten dat hij een contract voor een seizoen tekende bij Feyenoord Basketbal, de club waarbij hij op 15-jarige leeftijd al deel uitmaakte van de jeugdopleiding. Begin maart 2025 tekende hij een contract tot het einde van het seizoen bij ZZ Leiden, vooral omdat daar een aantal contract spelers geblesseerd waren.  

## Erelijst

### Clubverband
- Landskampioen (1): 2011–12

### Individueel
- Most Improved Player (2): 2013, 2014
- All-Star (3): 2013, 2014, 2015
- All-Star Game MVP (2): 2014, 2015
- All-Star Gala Dunkkampioen (4): 2010, 2012, 2014, 2016

## Statistieken

### Dutch Basketball League
| Seizoen | Club       |                    | Competitie | Wed. | Gemiddelden | Gemiddelden | Gemiddelden | Gemiddelden | Gemiddelden | Gemiddelden |
| Seizoen | Club       | Pnt.               | Competitie | Wed. | Reb.        | Ass.        | Stl.        | Blk.        | Min.        |             |
| ------- | ---------- | ------------------ | ---------- | ---- | ----------- | ----------- | ----------- | ----------- | ----------- | ----------- |
| 2011–12 | Den Bosch  | Vlag van Nederland | DBL        | 32   | 4.8         | 3.7         | 0.5         | 0.7         | 0.5         | 12.8        |
| 2012–13 | Den Bosch  | Vlag van Nederland | DBL        | 26   | 4.3         | 3.3         | 0.5         | 0.3         | 0.5         | 11.4        |
| 2013–14 | Den Helder | Vlag van Nederland | DBL        | 33   | 11.2        | 6.1         | 1.7         | 0.8         | 1.5         | 24.1        |
| 2014–15 | ZZ Leiden  | Vlag van Nederland | DBL        | 27   | 11.3        | 5.1         | 0.9         | 0.8         | 0.9         | 21.3        |